# Chór Fakkán
Chór Fakkán (arabsky خورفكان‎, portugalsky Corfacão, anglicky Khor Fakkan) je osmé nejlidnatější město ve Spojených arabských emirátech. Jedná se o obec a zároveň o druhé nejlidnatější město emirátu Šardžá, ale nemá se zbytkem emirátu přímé pozemní spojení a tvoří tak exklávu. Nachází se v zátoce na pobřeží Ománského zálivu, na němž je druhým nejlidnatějším městem Spojených arabských emirátů po Fudžajře. V roce 2015 mělo 39 151 obyvatel. Chór Fakkán znamená v arabštině „zátoka dvou čelistí“, název je odvozen z tvaru sídla.

## Historie

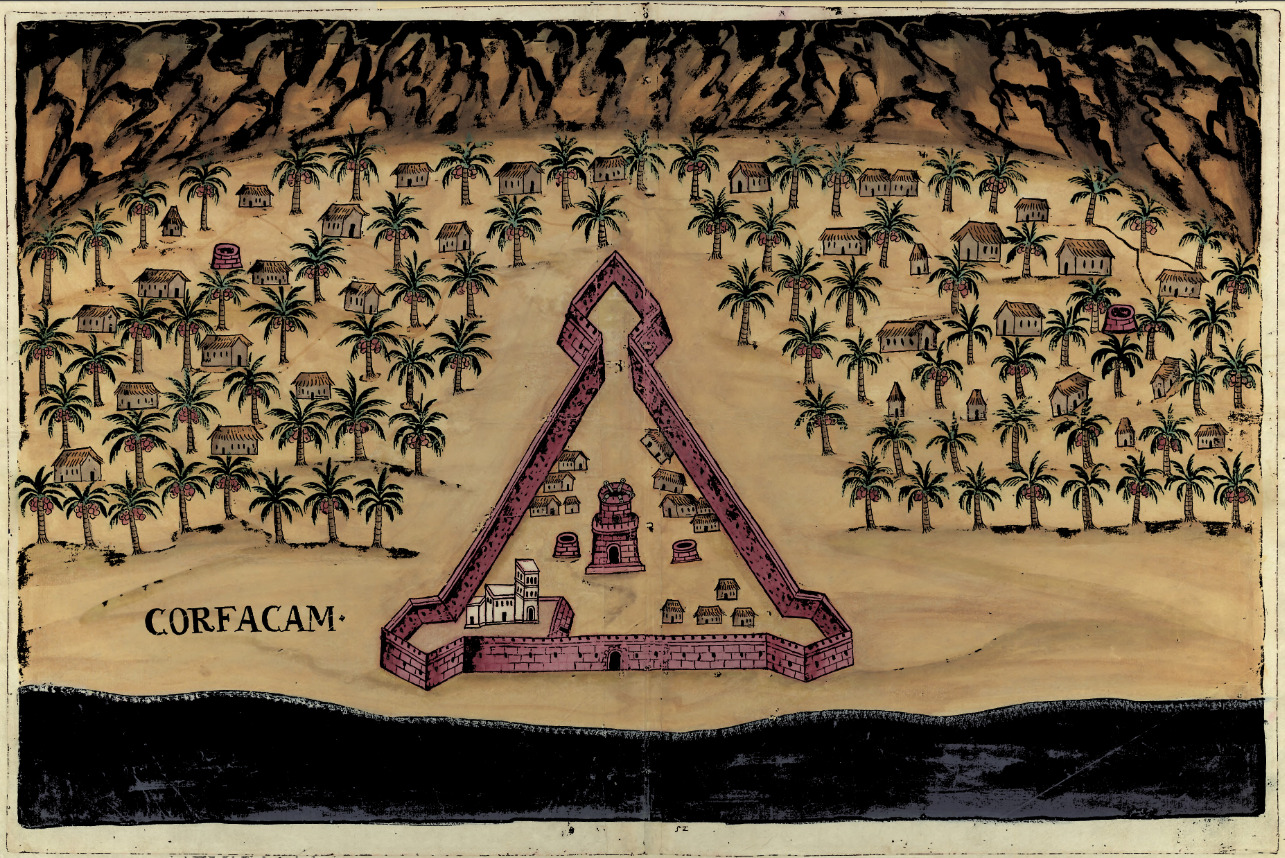
Portugalská pevnost Corfacão v kresbě z roku 1635

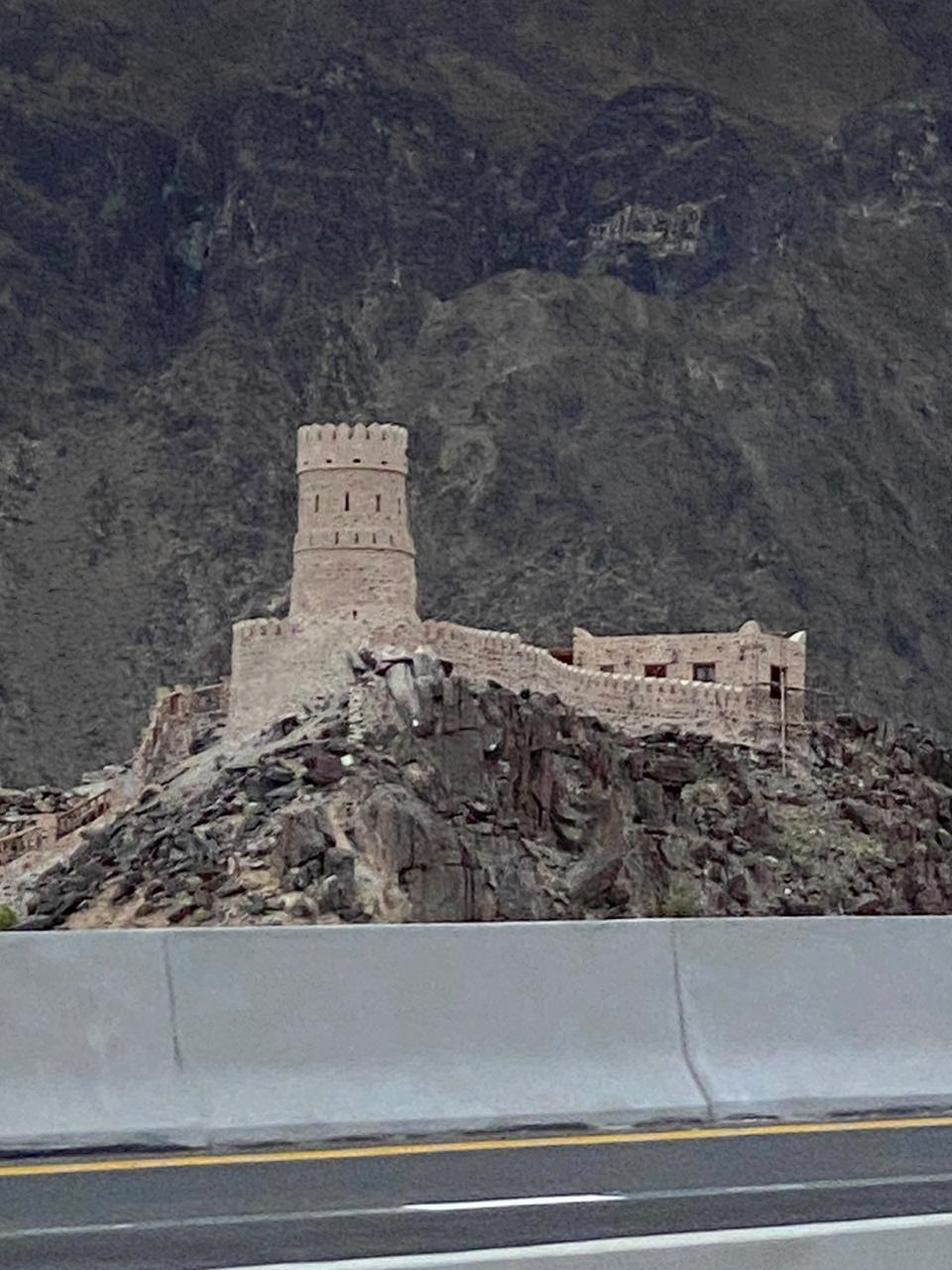
Hrad nad městem

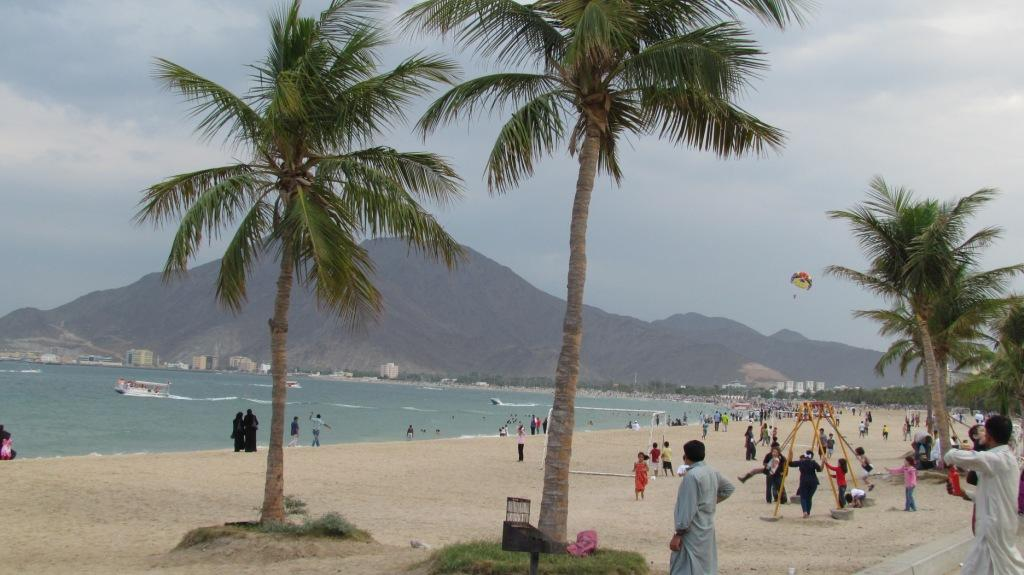
Písčitá pláž v Chór Fakkanu

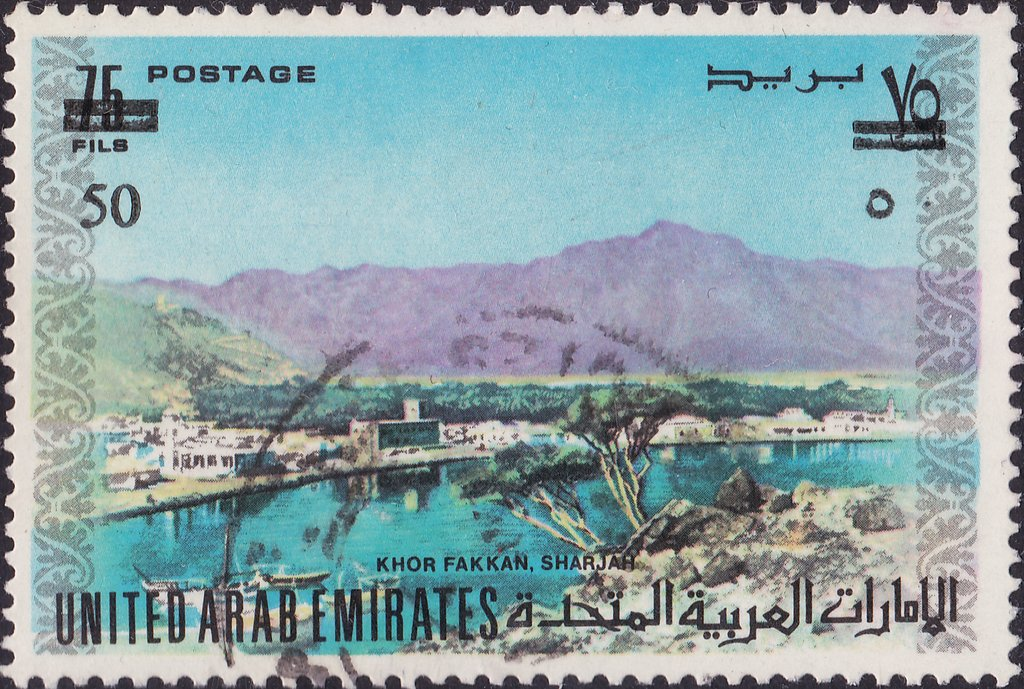
Známka SAE s pohledem na Chór Fakkan (1976)

Místní arabskou osadu s názvem „Chorf“ objevil roku 1580 benátský klenotník Gasparo Balbi, když zde hledal drahokamy, a zmínil ji mezi místy na východním pobřeží dnešních Spojených arabských emirátů.
Město vzniklo už v antice, kdy mělo obchodní vazby s Pákistánem a Afghánistánem, byla zde nalezena keramika z Mezopotámie, Dilmunu (dnešní Bahrajn) i ostrova Fajlaka (nyní patří Kuvajtu). V 13.–16. stol. byl Chúr Fakkán významným obchodním centrem na trase mezi Středomořím a Basrou, což dokládají nálezy keramiky z Thajska, Barmy či sklo z Jemenu.
Prvními kolonizátory území byli Portugalci, kteří na počátku 17. století vystavěli pevnost a vysadili háje datlových palem a fíkovníků. Dále vykopali studny, které sloužily jak lidem, tak k zavlažování hájů. Pevnost pod názvem Gorfacam a osada se 200 malými dřevěnými chatrčemi byly zaznamenány v deníku holandské lodi Surikata. Pevnost byla zbořena roku 1666. 
V roce 1737 Chór Fakkán dobyli Peršané a od roku 1765 město patřilo rodině šejků vládnoucí emirátu Šardžá. V letech 1903–1952 bylo město součástí emirátu Kalba, který se v tomto období oddělil od Šardžy, jehož hlavní část leží 30 kilometrů jižně, rovněž v Ománském zálivu. 
Během druhé světové války byla u pobřeží potopena německá ponorka U 533, její vrak se nachází 40 km od Chór Fakkánu a je atrakcí pro potápěče.

## Přístav
K městu náleží nákladní kontejnerový přístav, který jako jediný v oblasti využívá přirozenou hloubku moře a patří k největším přístavům Spojených arabských emirátů. Společně se službami turistického ruchu je hlavním hospodářským odvětvím města.

## Obyvatelstvo
Vývoj počtu obyvatel zachycuje tabulka:
| rok  | způsob  | počet obyvatel |
| ---- | ------- | -------------- |
| 1975 | sčítání | 6 015          |
| 1980 | sčítání | 10 790         |
| 1985 | sčítání | 15 330         |
| 1995 | sčítání | 22 594         |
| 2005 | sčítání | 45 000         |
| 2015 | sčítání | 39 151         |

## Památky a turistické atrakce
- Hrad – leží nad městem v horách
- Amfiteátr – kamenná antikizující stavba je situována na úpatí „Al Sayedovy hory“ ve výšce 45 metrů nad mořem, má 234 klenebních oblouků a 295 sloupů, podzemní prostory, dva hlavní vchody a šest výtahů, vlastní klimatizaci a kapacitu 3600 diváků. Pro veřejnost byla otevřena roku 2020, má kapacitu 3600 diváků a slouží kulturním i sportovním účelům. S amfiteátrem sousedí vodopád 45 metrů  dlouhý a šířce 11 metrů.
- Písečné pláže na severu města
- Korálové ostrovy na mořském dně již v hloubce kolem 5 metrů
- Spodní pásmo hor je chráněnou krajinnou oblastí s oázami květeny.

## Poštovní známky
Od 20. března 1965, kdy byl v přístavu otevřen poštovní úřad, vydával poštovní známky, přičemž zprvu se jednalo nejprve přetisky „Khor Fakkan“ na známkách Šardžá a později vlastní známky s označením „Khor Fakkan, Sharjah & dependencies“. Přes nevyjasněné poštovní poměry odborníci tyto známky do katalogů zařadili. Celkové množství vydaných známek je přibližně 200, přičemž se jednalo o typické obchodně filatelistické emise. Známky vycházely přibližně do roku 1969.